# Су Фонезу (Каљари)
Су Фонезу је насеље у Италији у округу Каљари, региону Сардинија.
Према процени из 2011. у насељу је живело 21 становника. Насеље се налази на надморској висини од 198 м.